# 岩槭
岩槭（学名：Acer pseudoplatanus），也称为岩槭、白槭、假挪威槭、欧亚槭，是楓属的一种被子植物、落叶植物，属于阔叶树，抗风能力好。它原产于中欧和西亚，从法国开始东至乌克兰、土耳其北和高加索地区，南至意大利和西班牙北部的山丘地带。